# Chinna Anuppanadi
Chinna Anuppanadi é uma vila no distrito de Madurai , no estado indiano de Tamil Nadu.

## Demografia
Segundo o censo de 2001,  Chinna Anuppanadi  tinha uma população de 15.415 habitantes. Os indivíduos do sexo masculino constituem 51% da população e os do sexo feminino 49%. Chinna Anuppanadi tem uma taxa de alfabetização de 70%, superior à média nacional de 59,5%; com alfabetização masculina de 77% e feminina de 63%. 11% da população está abaixo dos 6 anos de idade.